# Lucas Erceg
Lucas Stijepan Erceg (San José, California, 1 de mayo de 1995), más conocido como Lucas Erceg, es un jugador profesional estadounidense de béisbol que se desempeña en la posición de lanzador en Kansas City Royals, equipo de las Grandes Ligas de Béisbol (MLB).

## Carrera
Erceg hizo su debut en la MLB con el equipo Oakland Athletics, en el cual jugó dos temporadas (2023-2024), después pasó a Kansas City Royals, donde lleva jugando una temporada.